# Коронация Густава III в церкви Святого Николая
«Коронация Густава III в церкви Святого Николая» (швед. Gustav III:s kröning i Storkyrkan) — картина шведского художника Карла Пило, посвящённая Коронации Густава III.

## История
Король Густав III заказал картину в 1777 году.  Карл Пило работал над ней в течение девяти лет: с 1782 года до своей смерти в 1793 году, так и не завершив это монументальное произведение.
Пило пытался отказаться от этого заказа, потому что не присутствовал на коронации и никогда раньше не писал групповые картины. Но король хотел, чтобы эту работу выполнил именно Карл Пило. Пило в конце концов согласился и работа началась только в 1782 году, одновременно совмещая работу директором Королевской академии художеств в Стокгольме. 
После смерти Густава III в 1792 году был основан музей его памяти — Музей Густава III, куда была перенесена его художественная коллекция из дворца Дроттнингхольм. С 1865 года картина находится в Национальном музее Швеции. По словам шведского искусствоведа Карла Лаурина произведение Карла Пило является одной из самых красивых картин, созданных в Швеции.

## Персоналии на картине

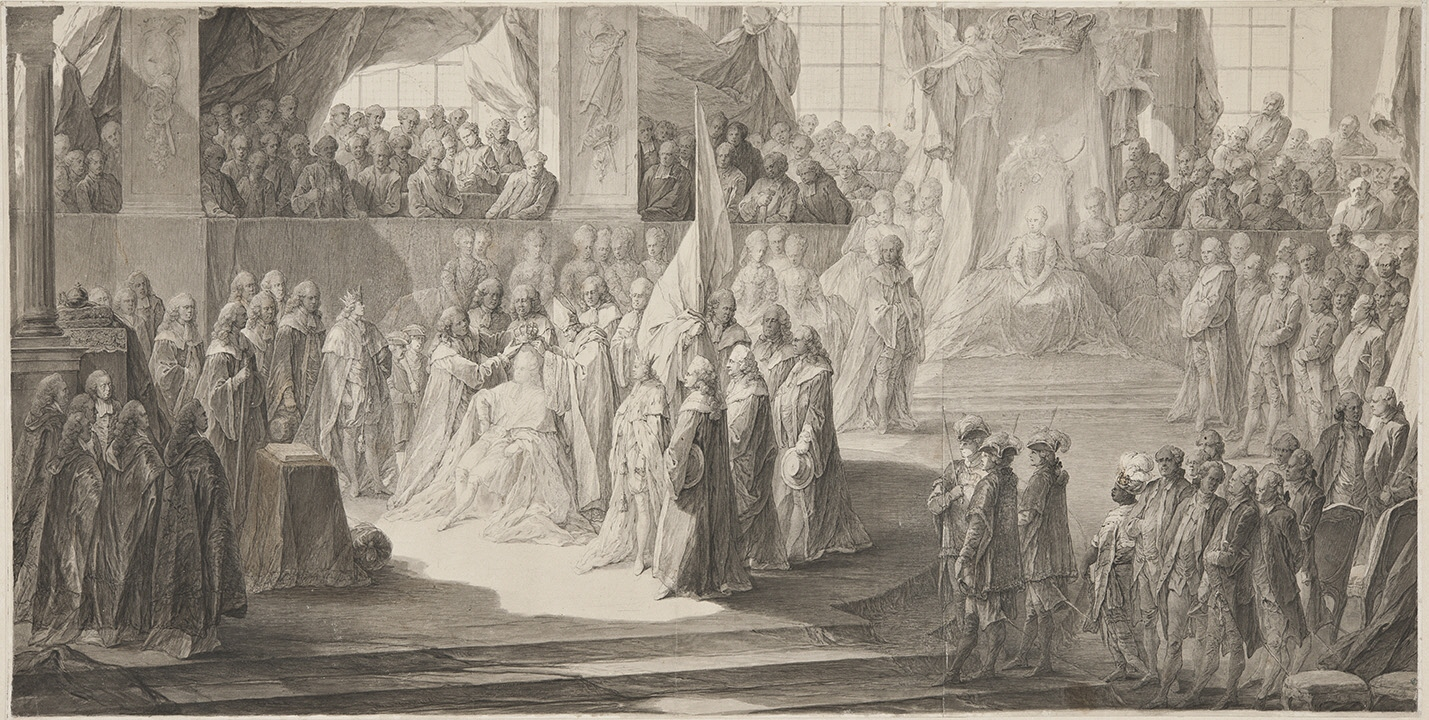
Эскиз картины

На переднем плане картины в коронационном костюме из шведской серебряной ткани находится Густав III. Рядом с ним расположены два главных лица процедуры коронации: архиепископ Магнус Берониус (слева от короля) и старейшина риксрода граф Адам Хорн (по правую руку от Густава III), которые надевает корону на голову монарха.
Братья короля, герцог Карл (находится справа от короля) и герцог Фредрик Адольф (слева от короля), стоят на ступеньках трона, у обоих на головах короны.
Королева София Магдалена сидит справа немного дальше от короля в специальном кресле с золотыми скульптурами, изготовленном мебельщиком Бурхардом Прехтом.
Слева на расстоянии от королевы находится главный маршал (överstemarskalken) граф Фредрик Синклер. В правом верхнем углу картины, на балконе, за королевой находятся придворные дамы и государственные советники.
В числе многочисленных фигур, представленных на полотне, отдельно выписаны: придворный (lantmarskalk) барон Аксель Лейонхуфвуд, политик Карл Себальдт, епископ Андерс Форссениус, государственный деятель Йозеф Ханссон.
Интересно, что сам Карл Пило не был на коронации, но он решил изобразить себя на картине, вместе с художником Элиасом Мартином.